# Romāns Vainšteins
Romāns Vainšteins (født 3. marts 1973 i Talsi) er en tidligere landevejscykelrytter fra Letland. 
Højdepunktet i hans karriere kom i 2000 da han blev verdensmester i landevejscykling i Plouay, Frankrig. Han cyklede den 268.9 lange strækning på 6 timer, 15 minutter og 28 sekunder.
Han har også topplaceringer i store løb som Flandern Rundt, Paris-Roubaix og Milano-Sanremo. Han har også etapesejre i løb som Giro d'Italia og Tirreno-Adriatico.